# Кератин-20
KRT20 (англ. Keratin 20) – білок, який кодується однойменним геном, розташованим у людей на короткому плечі 17-ї хромосоми. Довжина поліпептидного ланцюга білка становить 424 амінокислот, а молекулярна маса — 48 487.
| 10         |  | 20         |  | 30         |  | 40         |  | 50         |
| ---------- |  | ---------- |  | ---------- |  | ---------- |  | ---------- |
| MDFSRRSFHR |  | SLSSSLQAPV |  | VSTVGMQRLG |  | TTPSVYGGAG |  | GRGIRISNSR |
| HTVNYGSDLT |  | GGGDLFVGNE |  | KMAMQNLNDR |  | LASYLEKVRT |  | LEQSNSKLEV |
| QIKQWYETNA |  | PRAGRDYSAY |  | YRQIEELRSQ |  | IKDAQLQNAR |  | CVLQIDNAKL |
| AAEDFRLKYE |  | TERGIRLTVE |  | ADLQGLNKVF |  | DDLTLHKTDL |  | EIQIEELNKD |
| LALLKKEHQE |  | EVDGLHKHLG |  | NTVNVEVDAA |  | PGLNLGVIMN |  | EMRQKYEVMA |
| QKNLQEAKEQ |  | FERQTAVLQQ |  | QVTVNTEELK |  | GTEVQLTELR |  | RTSQSLEIEL |
| QSHLSMKESL |  | EHTLEETKAR |  | YSSQLANLQS |  | LLSSLEAQLM |  | QIRSNMERQN |
| NEYHILLDIK |  | TRLEQEIATY |  | RRLLEGEDVK |  | TTEYQLSTLE |  | ERDIKKTRKI |
| KTVVQEVVDG |  | KVVSSEVKEV |  | EENI       |  |            |  |            |

A: Аланін

C: Цистеїн

D: Аспарагінова кислота

E: Глутамінова кислота

F: Фенілаланін

G: Гліцин

H: Гістидин

I: Ізолейцин

K: Лізин

L: Лейцин

M: Метіонін

N: Аспарагін

P: Пролін

Q: Глутамін

R: Аргінін

S: Серин

T: Треонін

V: Валін

W: Триптофан

Кодований геном білок за функцією належить до фосфопротеїнів. 
Задіяний у такому біологічному процесі, як апоптоз. 
Локалізований у цитоплазмі, проміжних філаментах.